# Instituto Hispano Cubano de Historia de América
El Instituto Hispano Cubano de Historia de América es una fundación cultural (Fundación González Abreu) de carácter benéfico-docente sin ánimo de lucro, constituida en Sevilla, Andalucía, en 1928, por Rafael González Abreu, Vizconde de Los Remedios. Su biblioteca está especializada en temas americanistas y se encuentra al servicio de investigadores y personas interesadas. Una de sus finalidades principales es la publicación de obras referentes a la historia de América en general, y en especial, sobre historia de Cuba.
Su creación se encuentra relacionada con el renacer de los estudios americanistas en España, y especialmente en ciudad hispalense, y con la celebración de la Exposición Iberoamericana de Sevilla (1929). Una de sus peculiaridades, es su condición de institución privada, ya que es España el mecenazgo de los particulares para la promoción de actividades culturales y de investigación no tiene (o no tenía en los años 20 del siglo pasado) la tradición existente en otros países. 
Su primer director fue el historiador del Derecho y catedrático en esos años de la Universidad de Sevilla, José María Ots Capdequí. Su labor durante la década de los años 30 fue de gran importancia para el progreso de los estudios americanistas en España, en colaboración con el recién creado Centro de Estudios de Historia de América de la Universidad hispalense. Básicamente su labor consistió en catalogar los fondos del Archivo de Protocolos, de los que se publicaron 5 volúmenes, Catálogo de los Fondos Americanos del Archivo de Protocolos de Sevilla, (1930-1937), así como la edición del Catálogo de los Fondos Cubanos del Archivo General de Indias, Sevilla, 3 vols., (1929-1935). 
Gracias a las aportaciones económicas del mecenas antillano se realizaron importantes proyectos de carácter cultural y de apoyo a la investigación y a la publicación de sus resultados. La guerra civil española truncó estos proyectos, algunos de los cuales quedaron sin concluir.
La sede fundacional del Instituto se encuentra en el Barrio de Los Remedios, en un edificio que en el siglo XVII fue Convento de la Orden de los Carmelitas Descalzos. Tras la desamortización pasó a manos seculares, siendo su último propietario el mecenas cubano, de origen español, González Abreu. Fue declarado Monumento Histórico-Artístico en 1931. En esta fecha sólo existía la iglesia, formada con planta de cruz latina y arquería sobre pilares de fábrica, las líneas geométricas recuerdan la arquitectura colonial americana. 
Desde 1999 alberga en su planta baja un Museo de Carruajes (Sevilla).